# Camptocladius flavus
Camptocladius flavus är en tvåvingeart som först beskrevs av Jean-Jacques Kieffer 1918.  Camptocladius flavus ingår i släktet Camptocladius och familjen fjädermyggor. Inga underarter finns listade i Catalogue of Life.